# Rare Beauty
Rare Beauty — американська косметична компанія, заснована та власником якої є Селена Гомес. На створення бренду надихнув її третій студійний альбом Rare (2020). Rare Beauty запущено 3 вересня 2020 року ексклюзивно через їх офіційний вебсайт і в магазинах Sephora в Північній Америці. Відтоді він став доступним для країн Європи, Азії та Близького Сходу. Компанія прагне «порушити нереалістичні стандарти досконалості», пропагуючи інклюзивність та звертаючись до ініціатив щодо психічного здоров'я та освіти. Один відсоток усіх продажів перераховується до фонду Rare Beauty Impact, що є частиною їхнього «зобов'язання надати людям доступ до ресурсів, необхідних для підтримки їх психічного здоров'я».
Поточна вартість Rare Beauty становить понад 2 мільярди доларів США станом на 2024 рік. У 2023 році приблизний дохід від лінії сягнув 350 мільйонів доларів США, що приблизно на 50 відсотків більше, ніж у 2022 році. Чистий обсяг продажів Rare Beauty за 12 місяців до лютого 2024 року перевищив 400 мільйонів доларів США Цей бренд є одним із найбільш продаваних брендів у Sephora, і найбільш швидкозростаючим б'юті-брендом для знаменитостей у соціальних мережах.
Rare Beauty була названа найвпливовішою компанією Time 2024 року. У вересні 2024 року повідомлялося, що Гомес стала мільярдером, її статки оцінюються в 1,3 мільярда доларів; Bloomberg News підрахувало, що приблизно 81 % походить від Rare Beauty. Bloomberg також заявив, що у віці 32 років вона стала «однією з наймолодших жінок-мільярдерів країни, які зробили себе самостійно».

## Історія

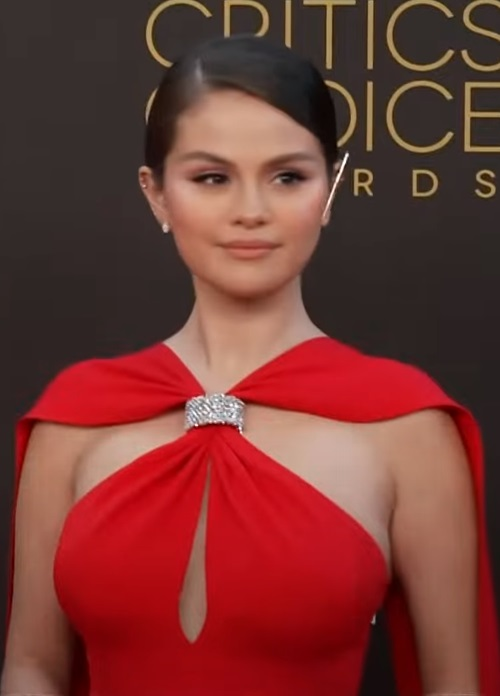
Гомес, засновниця і генеральна директорка компанії Rare Beauty

Компанія Rare Beauty була заснована 22 лютого 2019 року американською співачкою та актрисою Селеною Гомес. 4 лютого 2020 року вона офіційно оголосила про свою компанію в соціальних мережах. У супровідному відео Гомес розповіла, що працювала над лінією косметики протягом останніх двох років і що вона «знайшла правильних партнерів і правильну команду — тепер у нас є 28 чудових людей, які працюють на бренд». Про нову справу Гомес пояснив, що «Rare Beauty» охоплюватиме цілий стиль життя і що «справа не в тому, як вас бачуть інші люди, а в тому, як ви бачите себе. Я хочу, щоб ми всі припинили порівнювати себе один з одним і почали сприймаючи нашу унікальність, ви не визначаєтеся фотографією, лайком чи коментарем». В інтерв'ю Allure Гомес заявив, що "краса не обов'язково визначається лайками чи коментарями, чи вашим тілом. Ми завжди вважали, що це також стосується психічного здоров'я та створення безпечного місця для спілкування людей. Вона також підкреслила, що її «основна мета, коли я починала Rare Beauty, полягала в тому, щоб зруйнувати нереалістичні стандарти краси, які ми бачимо в сьогоднішньому суспільстві», мотивуючись "тиском на нас бути «ідеальними».
У серпні 2020 року Гомес повідомила в Instagram, що Rare Beauty буде запущено 3 вересня на офіційному вебсайті та в магазинах Sephora по всій Північній Америці. Його оригінал включав 48 відтінків тональної основи, матові креми для губ, олівці для брів, рідкі рум'яна та бальзами для губ. Продукти без жорстокого використання та веганські продукти були упаковані з перероблених матеріалів, сертифікованих Лісовою опікунської радою (FSC), і надруковані фарбою на водній основі. У міру зростання компанії Rare Beauty розширила свої ринки на Близький Схід, Європу та Південно-Східну Азію. У лютому 2022 року компанія запустила у Великій Британії виключно через Space.НК. Рум'яна Rare Beauty, які стали вірусними на TikTok, зробили значний вплив на імідж брендів, дехто сказав, що продукт є «занадто пігментований».

## Фонд Rare Beauty
У рамках своєї відданості обізнаності про психічне здоров'я та освіті Гомес створила Rare Impact Fund, щоб допомогти «молодим людям отримати доступ до ресурсів психічного здоров'я», і має намір зібрати 100 мільйонів доларів США протягом наступних десяти років. Для досягнення цієї мети відсоток від усіх продажів рідкісної краси разом із «благодійними фондами, корпоративними партнерами та окремими особами в нашій спільноті» буде передано до фонду. У перший рік свого існування некомерційна філія надала гранти на суму 1,2 мільйона доларів восьми організаціям, які займаються питаннями психічного здоров'ям та освіти, включаючи Єльський центр емоційного інтелекту та Службу психічного здоров'я Діді Хірш. У рамках Місяця обізнаності про психічне здоров'я Rare Beauty запустила свою першу кампанію GoFundMe і пообіцяла зібрати 200 000 доларів США пожертв..Компанія також запустила освітню та адвокаційну ініціативу під назвою «Психічне здоров'я 101», яка «присвячена підтримці освіти в галузі психічного здоров'я та заохоченню фінансової підтримки більшої кількості послуг у сфері психічного здоров'я в освітніх послугах».
На честь Всесвітнього дня психічного здоров'я Гомес оголосила, що протягом 24 годин Sephora пожертвувала 100 %* від продажів продуктів Rare Beauty by Selena Gomez Фонду психічного здоров'я Rare Impact.

## Інклюзивність
Rare Beauty прагне бути інклюзивним, пропонуючи різноманітну палітру з 48 відтінків тональних і консилерних засобів. Упаковка також зроблена так, щоб її могли легко використовувати люди з обмеженими можливостями: аплікатори мають форму кулі у верхній частині, що робить їх зручними для людей з обмеженими фізичними можливостями.

## Продукти
У грудні 2023 року Rare Beauty випустила колекцію Find Comfort Body Collection, що включає чотири продукти: зволожувальний лосьйон для тіла Find Comfort, зволожувальний крем для рук, ароматизатор для тіла та волосся та ароматерапевтичну ручку Stop & Soothe.

## Продажі
Поточна вартість Rare Beauty становить понад 2 мільярди доларів США станом на 2024 рік. У 2023 році приблизний дохід від лінії сягнув 300 мільйонів доларів США, що приблизно на 50 відсотків більше, ніж у 2022 році. Чистий обсяг продажів Rare Beauty за 12 місяців до лютого 2024 року перевищив 400 мільйонів доларів США.
Згідно зі звітом Bloomberg, головним продуктом бренду є найбільш продавані рідкі рум'яна, продукт продається за 23 долари США, у 2022 році було продано понад 3,1 мільйона одиниць. Лише у 2022 році Rare Beauty вже продала рідких рум'ян на суму 70 мільйонів доларів США та планує потроїти загальні продажі компанії порівняно з минулим роком. Крім того, Rare Beauty є найшвидше зростаючим брендом краси знаменитостей у соціальних мережах. У лютому 2023 року компанія отримала 400 000 підписників у TikTok і понад 600 000 підписників в Instagram. Бренд має понад 6,4 мільйона підписників в Instagram і понад 3,4 мільйона в TikTok.
У 2023 році Rare Beauty випустила тентовані олії для губ Soft Pinch, які були розпродані протягом 12 годин на RareBeauty.com, створивши список очікування з понад 20 000 клієнтів.
Станом на 2023 рік Rare Beauty став найкращим брендом у TikTok та Instagram із загальною вартістю медіавпливу лише на двох платформах у 313 198 657 доларів США. За даними Business of Fashion, у 2023 році продажі Rare Beauty склали 350 мільйонів доларів.